# Théodore de Bèze

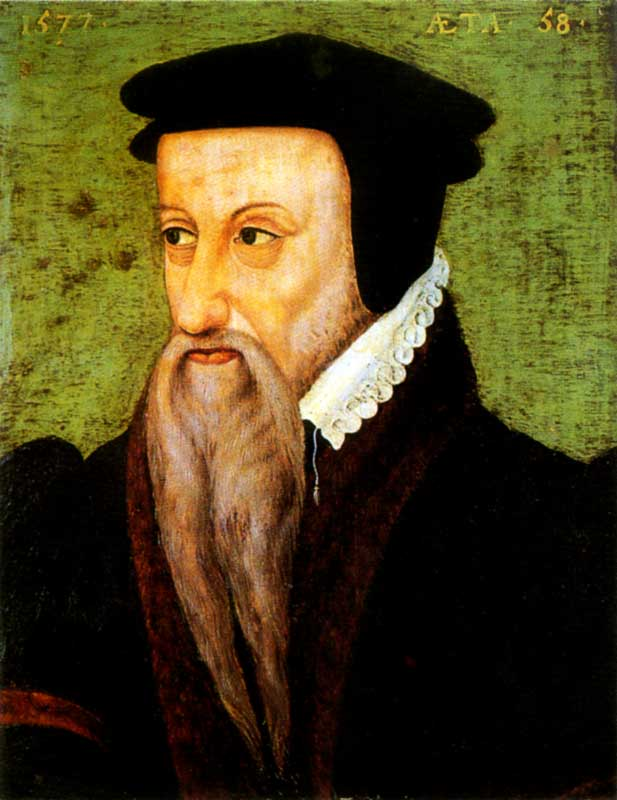
Théodore de Bèze

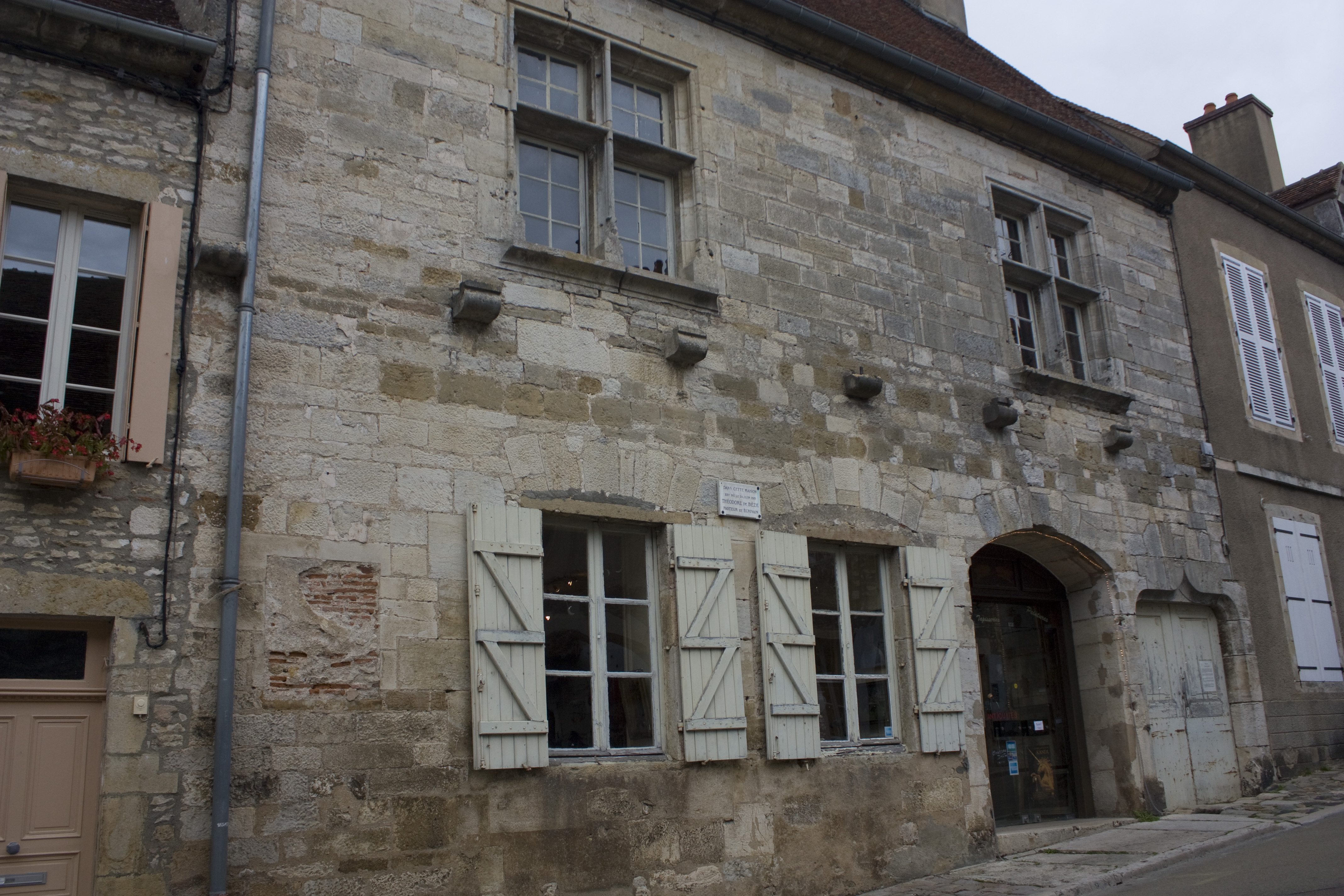
Geburtshaus in Vézelay

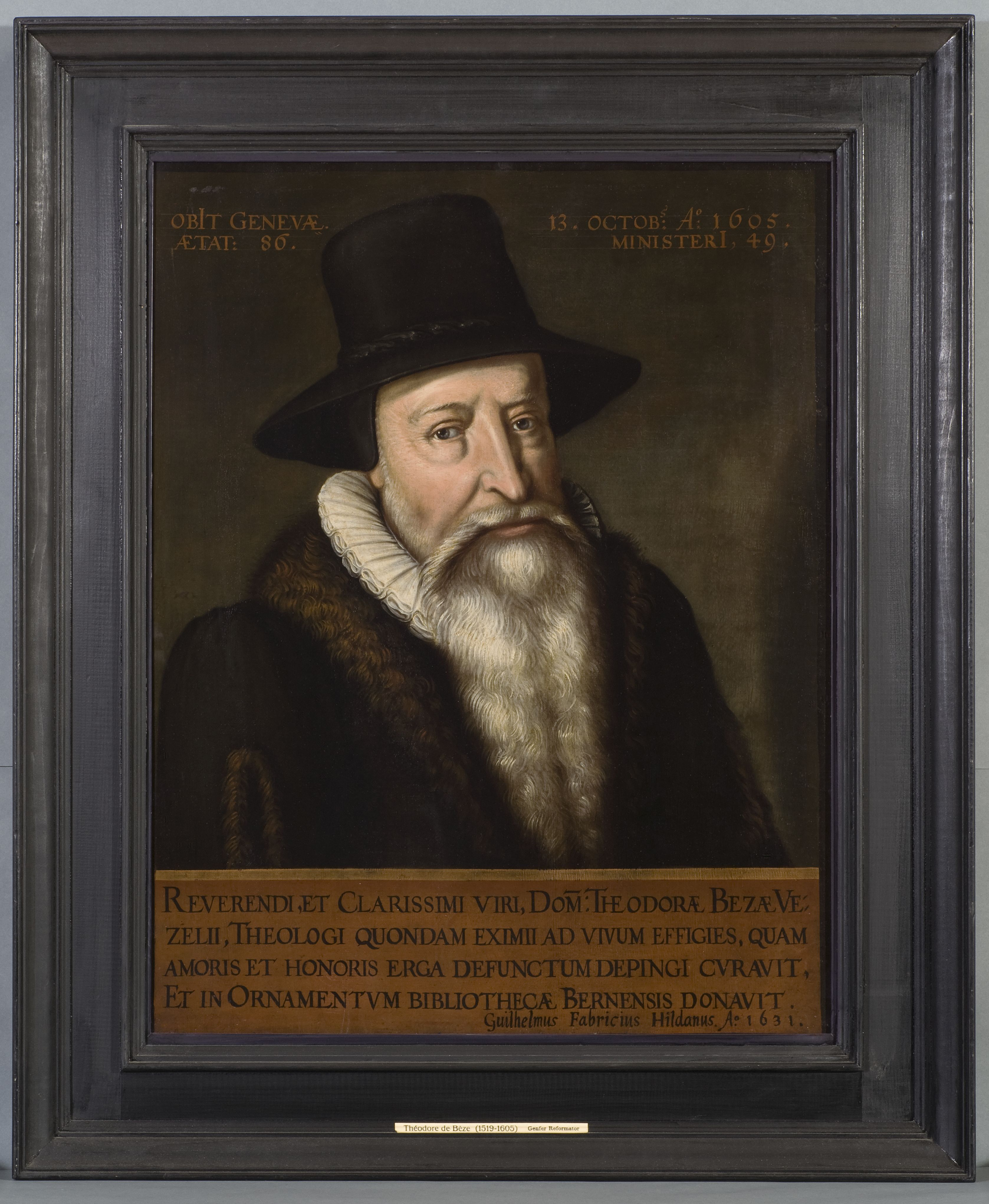
Porträt von Théodore de Bèze (1519–1605), Öl auf Leinwand, Bern, [https://katalog.burgerbib.ch/detail.aspx?ID=91007 Burgerbibliothek Bern, M.10

Théodore de Bèze (auch Theodor von Beza oder Theodor Beza; * 24. Juni 1519 in Vézelay, Burgund; † 13. Oktober 1605 in Genf) war ein Genfer Reformator französischer Herkunft.

## Leben

### Jugend und Ausbildung
Theodor Beza stammte aus einer Adelsfamilie; sein Vater Pierre de Bèze war in Vézelay Landvogt, die Mutter hieß Marie Bourdelot. Von seinem neunten Lebensjahr an wohnte er in Orléans und Bourges im Haus Melchior Volmars, eines deutschen Philologen. Dieser unterwies ihn in den geisteswissenschaftlichen Fächern und machte ihn mit dem Protestantismus bekannt. 1535 verließ Volmar Frankreich, wo es für ihn zu unsicher geworden war, und zog nach Tübingen. Pierre de Bèze bestimmte nun, dass sein Sohn in Orléans Jura studieren sollte. Neben dem Studium verkehrte Beza in dem humanistischen Kreis um Jean Dampierre, was ihn zu ersten eigenen poetischen Versuchen anregte. Nach seiner Promotion 1539 in Orléans zog er nach Paris, wo ihm die Einkünfte aus zwei Pfründen eine sorgenfreie Existenz als neulateinischer Dichter ermöglichten (Poemata juvenilia, Paris 1548). Er heiratete Claudine Denosse, allerdings heimlich, weil er seine Pfründen nicht verlieren wollte.
Nach inneren Kämpfen und einer schweren Pesterkrankung begab er sich mit Claudine Denosse 1548 nach Genf. Die beiden trafen am 23. Oktober 1548 dort ein; sie traten der reformierten Kirche bei. Das Pariser Parlament verbannte Beza und konfiszierte seine Güter. Am 31. Mai 1549 wurde der in Abwesenheit zum Tod Verurteilte in effigie auf dem Place Maubert verbrannt.

### Lausanne
Zehn Jahre wirkte er dann als Lehrer der griechischen Sprache in Lausanne. Er vollendete die von Clément Marot begonnene gereimte Übersetzung der Psalmen, den sogenannten Genfer Psalter. Dessen modernisierte Fassung wurde später zur Grundlage für den Kirchengesang der reformierten Gemeinden in Frankreich. Unter seinen literarischen Werken, die in Lausanne entstanden, ist das französische Drama Abraham sacrifiant hervorzuheben. Von 1552 bis 1554 war Beza Rektor der Académie de Lausanne. Er teilte Johannes Calvins Ansicht über die Bestrafung von Häretikern und rechtfertigte z. B. in einem Buch De haereticis a civili magistratu puniendis (1554) die Hinrichtung von Michael Servetus.

### Mitarbeiter Calvins in Genf
1558 liess sich Beza endgültig in Genf nieder. Er wurde dort Pfarrer und Professor der Theologie an der am 5. Juni 1559 neugegründeten Akademie. Er unterstützte Calvin bei dessen umstrittener Lehre der doppelten Prädestination. Demnach hat Gott einige Menschen bereits vor der Schöpfung erwählt, die übrigen aber verworfen. Beza entwickelte daraus eine schematische Darstellung, in der die Erwählten und Verworfenen einander gegenübergestellt werden (Tabula praedestinationis, 1559).
Er erwarb sich in der reformierten Schweiz ein so hohes Vertrauen, dass er 1557 und 1558 mehrfach Mitglied von Delegationen an die protestantischen Fürsten Deutschlands war, welche diese um Fürsprache am französischen Hof zugunsten der bedrohten Waldenser im Piemont und der in Paris inhaftierten Reformierten ersuchten. 1557 war er gemeinsam mit Guillaume Farel in Göppingen und stellte den Theologen des Herzogs Christoph von Württemberg die Genfer Abendmahlstheologie dar. Im Zweiten Abendmahlsstreit verteidigte er Calvin 1559 und 1560 in mehreren Schriften gegen die Angriffe der Lutheraner Joachim Westphal und Tilemann Hesshus. Hatte er an Westphal zunächst versöhnlich geschrieben, so setzte er gegen Hesshus’ Angriffe seinen satirischen Witz ein, was zur weiteren Eskalation beitrug.
Sein diplomatisches Talent kam nun vielfältig für die Ziele der reformierten Kirche zum Einsatz. So weilte Théodore de Beza 1557 und 1558 mehrfach in Deutschland, unter anderem auch im September und Oktober 1557 auf dem Reichstag zu Worms.

### Theologischer Sprecher der Hugenotten
Obwohl er in Frankreich auf der Proskriptionsliste stand, unternahm er häufig Reisen dorthin. 1560 bis 1563 war er der leitende Theologe der Hugenotten und beriet ihre politischen Führer bei Ausbruch der Religionskriege. Drei Monate predigte er öffentlich in Nérac, musste dann aber wieder fliehen und kehrte nach Genf zurück.
Nachdem er 1559 König Anton von Navarra für die Reformation gewonnen hatte, besuchte er 1561 auf dessen Verlangen mit Peter Martyr Vermigli das von Katharina von Medici einberufene Religionsgespräch zu Poissy: Er erhielt freies Geleit für die Reise nach Paris, wo er am 22. August eintraf. Er predigte vor Gaspard II. de Coligny und Louis I. de Bourbon, prince de Condé. Dann traf er zu Gesprächen mit den Kardinälen Charles de Bourbon de Vendôme, Odet de Coligny und Charles de Lorraine-Guise zusammen. Vor dem offiziellen Beginn des Religionsgesprächs wurde er von Karl IX. und Katharina empfangen. Bezas Rede beim Religionsgespräch gab ihm Gelegenheit, die reformierte Theologie darzulegen, was allerdings beim Thema Abendmahl fast zu einem Eklat führte: Als Beza erklärte, der Leib des auferstandenen Christus sei von Brot und Wein so weit entfernt wie der Himmel von der Erde, unterbrachen ihn empörte Zwischenrufe. Die Rede fand gedruckt und übersetzt weite Verbreitung. Beza blieb bis Februar 1562 in Paris. Nach dem Blutbad von Vassy im März 1562 stand Krieg bevor, und Coligny und Condé sammelten Truppen. Beza unterstützte sie als Berater und Propagandist.
Beim Kolloquium von Saint-Germain polemisierte er 1562 gegen die Bilderverehrung und wirkte nach Ausbruch der Hugenottenkriege als Feldprediger im Gefolge des Prinzen Condé.

### Calvins Erbe
Nach dem Frieden von Amboise 1563 kehrte Beza nach Genf zurück und nahm dort wieder seine Ämter wahr. Calvin war seit Ende 1563 zunehmend durch Krankheiten eingeschränkt (er starb am 27. Mai 1564). Beza nahm dessen Aufgaben wahr und wurde so als Calvins Nachfolger aufgebaut. Er wurde Moderator (Leiter) der Compagnie des pasteurs und prägte die Genfer Akademie sowohl theologisch als auch in der Stellenbesetzungspolitik. 1571 nahm er an der allgemeinen Nationalsynode der französischen Reformierten zu Nîmes teil.
1586 stand Beza bei einem Religionsgespräch in Montbéliard dem württembergischen Theologen Jakob Andreae gegenüber. Zunächst ging es nur um das Thema Abendmahl, bzw. die von Andreae vertretene lutherische Ubiquitätslehre. Die Diskussion weitete sich dann aber entgegen den Wünschen des Pfalzgrafen Friedrich, der eingeladen hatte, auf die ganze Christologie und die kontroverse Prädestinationslehre aus; schließlich kamen noch die Themata Orgelmusik und Bilder in Kirchen zur Sprache. Beides wurde von Calvinisten wie Beza abgelehnt. Bei der Duldung von Bildern gab es eine Annäherung, aber in allen anderen Fragen erschien der Dissens zwischen Lutheranern und Reformierten unüberbrückbar.
Er befasste sich auch mit Staatstheorie und gehört zu den bedeutenden frühen Monarchomachen. Er verfasste die Schrift 1574 De iure magistratuum (Über das Recht der Obrigkeiten).
Nach dem Tod seiner ersten Gattin Claude Desnoz im Jahre 1588 heiratete der 69-Jährige eine zweite Frau, die verwitwete Genuesin Caterina del Piano. Nachdem er 1580 vom Vorsitz im Konsistorium zurückgetreten war, legte er 1598 sein Lehramt und 1600 sein Predigtamt nieder. Er war nun 80 Jahre alt und hatte große finanzielle Probleme. Franz von Sales suchte ihn vergeblich zur Rückkehr in die katholische Kirche zu bewegen. Als Jesuiten 1597 das Gerücht verbreiteten, de Bèze sei gestorben und habe sich noch vor seinem Ende zum katholischen Glauben bekannt, schrieb er dagegen ein Spottgedicht. Nachdem er einige Zeit bettlägerig gewesen war, verstarb er am 13. Oktober 1605 in Genf.
Eine Statue von Théodore de Bèze steht am Genfer Reformationsdenkmal. Sein Gedenktag im Evangelischen Namenkalender ist der 13. Oktober.

## Werke
- kritische Textausgaben des Neuen Testaments
- Dialogi de praedestinatione, de coena sacra contra Io. Westphalium, Tilemannum Heshusium, Castellionem …
- Icones id est verae imagines virorum doctrina et pietate illustrium (Genf 1580)
- Vita Calvini (1575)
- Histoire ecclésiastique des églises réformées au royaume de France, depuis l’an 1521 jusqu’en 1563 (Genf 1580; de Bèze zugeschrieben)
- De iure magistratuum (1574). Erschienen Frankfurt 1608.